# 5635 (année hébraïque)
5635 (hébreu : ה'תרל"ה , abbr. : תרל"ה) est une année hébraïque qui a commencé à la veille au soir du 12 septembre 1874 et s'est finie le 29 septembre 1875. Cette année a compté 383 jours. Ce fut une année embolismique dans le cycle métonique, avec deux mois de Adar - Adar I et Adar II. Ce fut une année de chemitta.

## Calendrier
Ce calendrier hébraïque de l'année 5635 donne les correspondances avec les dates du calendrier grégorien.
Le premier nombre dans chaque case correspond au jour du mois hébraïque. Les jours en couleurs sont des jours remarquables juifs .
| ◄◄ | 5635 | ►► |

## Naissances
- Chaim Weizmann
- Issai Schur

## Décès
- Tzvi Hirsh Kalisher
- Abraham Geiger

5630 - 5631 - 5632 - 5633 - 5634 - 5635 - 5636 - 5637 - 5638 - 5639 - 5640